# Мејна
Мејна (итал. Meina) је насеље у Италији у округу Новара, региону Пијемонт.
Према процени из 2011. у насељу је живело 1604 становника. Насеље се налази на надморској висини од 215 м.

## Становништво
Према резултатима пописа становништва 2011. у општини је живело 2.556 становника.
| 1931. | 1936. | 1951. | 1961. | 1971. | 1981. | 1991. | 2001. | 2011. |
| ----- | ----- | ----- | ----- | ----- | ----- | ----- | ----- | ----- |
| 2.032 | 1.879 | 2.171 | 2.280 | 2.201 | 2.116 | 2.089 | 2.341 | 2.556 |